# Jo Gwang-jo
Jo Gwang-jo est un philosophe néoconfucianiste coréen de la dynastie de Joseon. Il est né le 10e jour du 8e mois lunaire de 1482 dans le district de Yongin (Gyeonggi-do) et mort le 20e jour du 12e mois lunaire de 1519. Son nom de plume est Jeongam (정암, 静庵), son nom de courtoisie Hyojik (효직, 孝直).

## Œuvres
- Jeongam jip (정암집, 靜庵集)